# Ripolia
Ripolia là một chi bướm đêm thuộc họ Noctuidae.